# Zoreanka, Iemilciîne
Zoreanka (în ucraineană Зорянка) este un sat în comuna Simakivka din raionul Iemilciîne, regiunea Jîtomîr, Ucraina.

## Demografie
Componența lingvistică a localității Zoreanka
     Ucraineană (100%)
Conform recensământului din 2001, toată populația localității Zoreanka era vorbitoare de ucraineană (100%).